# Zwarte heidelibel
De zwarte heidelibel (Sympetrum danae) is een echte libel uit de familie van de korenbouten (Libellulidae). Dit is de kleinste echte libel, en hij komt in Nederland zeer algemeen voor. De laatste jaren laat deze echter een zeer sterke afname zien, waardoor de soort zeldzaam aan het worden is. Zwarte heidelibellen zijn goede zwervers, maar ze zwerven niet in grote groepen, zoals sommige andere heidelibellen.

## Kenmerken
De zwarte heidelibel is de kleinste van de heidelibellen en is altijd herkenbaar aan de zwarte band op de zijkanten van het borststuk, waarin drie kleine gele vlekjes staan. De poten zijn geheel zwart. De hoeveelheid zwart op de rest van het lichaam is afhankelijk van geslacht en leeftijd. Uitgekleurde mannetjes krijgen een uitgebreid zwart gekleurd achterlijf, waarin meestal nog enige gele vlekken te zien zijn. Oude mannetjes worden bijna geheel zwart. De borststuktekening blijft echter ongewijzigd. Jonge mannetjes en vrouwtjes zijn minder uitgebreid zwart dan mannetjes. Met name de bovenzijde van het achterlijf blijft grotendeels geel. De lichaamslengte van volwassen dieren ligt tussen 29 en 34 millimeter.
De larve is 12–17 mm lang.

## Vliegtijd
De vliegtijd is van eind mei tot en met eind oktober, met een vliegpiek van de tweede helft van juli tot en met de eerste helft van september.

## Gedrag en voortplanting
De zwarte heidelibel overwintert als ei. De eieren zijn klein, ovaal, circa 0,60 × 0,36 mm groot, eerst witachtig, en later verkleurend naar geel, bruin en zwart. De larven verschijnen in het voorjaar en ontwikkelen zich snel; ze leven tussen veenmos en andere waterplanten, of tussen modder op de bodem. In de zomer van hetzelfde jaar sluipen de imago's uit. Dit kan een massaal gebeuren zijn. De jonge heidelibellen zijn in de wijde omgeving van het voortplantingswater te vinden in ruige vegetaties op beschutte plaatsen, waar ze jagen en geslachtsrijp worden. Geslachtsrijpe mannetjes zitten op stengels langs de waterkant, maar hebben geen vaste zitplaats. Ze vliegen regelmatig kleine stukjes en zoeken daarbij naar vrouwtjes om mee te paren. Ze gedragen zich niet territoriaal, maar mannetjes die dichtbij komen worden vaak wel weggejaagd. Het afzetten van de eitjes gebeurt in vlucht in tandempositie. Met een dippende beweging worden de eitjes los in het water afgezet. Meestal laat het mannetje na enige tijd los, bewaakt het vrouwtje nog korte tijd door boven haar te vliegen en verdwijnt vervolgens. Het vrouwtje zet de laatste eitjes vervolgens solitair af.

## Habitat
In Nederland bereikt de zwarte heidelibel de grootste dichtheden op de hoge zandgronden bij vennen, heideplassen en hoogveen. De vennen en plassen zijn (deels) ondiep en meestal zuur en oligotroof – de soort ontbreekt in eutrofe wateren. De oever is minstens deels modderig en onbeschaduwd en vaak ligt er een zone met veenmos langs. In de duinen plant de soort zich voort in beschutte, ondiepe wateren met vrij veel vegetatie en een modderige bodem. In warme, droge zomers vallen deze wateren vaak droog. De soort is schaarser in het rivierengebied, veenweidegebieden en zeekleigebieden.

## Verspreidingsgebied
De zwarte heidelibel komt voor in het noorden van Eurazië en in het noorden van Noord-Amerika. In Europa loopt het verspreidingsgebied van Noord- tot Noordwest- en Centraal-Europa. De soort komt niet voor ten zuiden van de Pyreneeën, in het Middellandse Zeegebied, in het grootste deel van de Balkan en in het noorden van Scandinavië en is zeldzaam in het noorden van de Balkan, Hongarije en Roemenië.

## Verwante en gelijkende soorten
Verwarring is mogelijk met vrouwtjes en jonge mannetjes van andere heidelibelsoorten die eveneens grotendeels geel gekleurd zijn. De zwarte heidelibel is echter altijd van andere soorten te onderscheiden door de kenmerkende borststuktekening. De geheel zwarte poten en zwarte banen op de zijkanten van het achterlijf zijn kenmerken die sommige andere soorten heidelibellen wel hebben en andere niet. De grotendeels zwarte mannetjes zijn eventueel te verwarren met de venwitsnuitlibel (Leucorrhinia dubia), die ook klein en zwart is, gele vlekken heeft en bij vennen voorkomt. De venwitsnuitlibel heeft echter een witte snuit en een geheel andere tekening op borststuk en achterlijf. Bovendien vliegen zwarte heidelibellen veel later in het jaar, waardoor de vliegtijd van beide soorten nauwelijks overlapt.
In het larvestadium is verwarring mogelijk met de steenrode heidelibel (Sympetrum vulgatum) en de geelvlekheidelibel (Sympetrum flaveolum).

## Naamgeving
De wetenschappelijke naam van de soort werd in 1776 als Libellula danae gepubliceerd door Johann Heinrich Sulzer.

### Synoniemen
- Libellula scotica Donovan, 1811
- Libellula nigra Charpentier, 1840
- Libellula veronensis Charpentier, 1825
- Libellula nigricula Eversmann, 1836
- Sympetrum arcticum Matsumura, 1911
- Sympetrum verum Bartenev, 1915

## Beelden

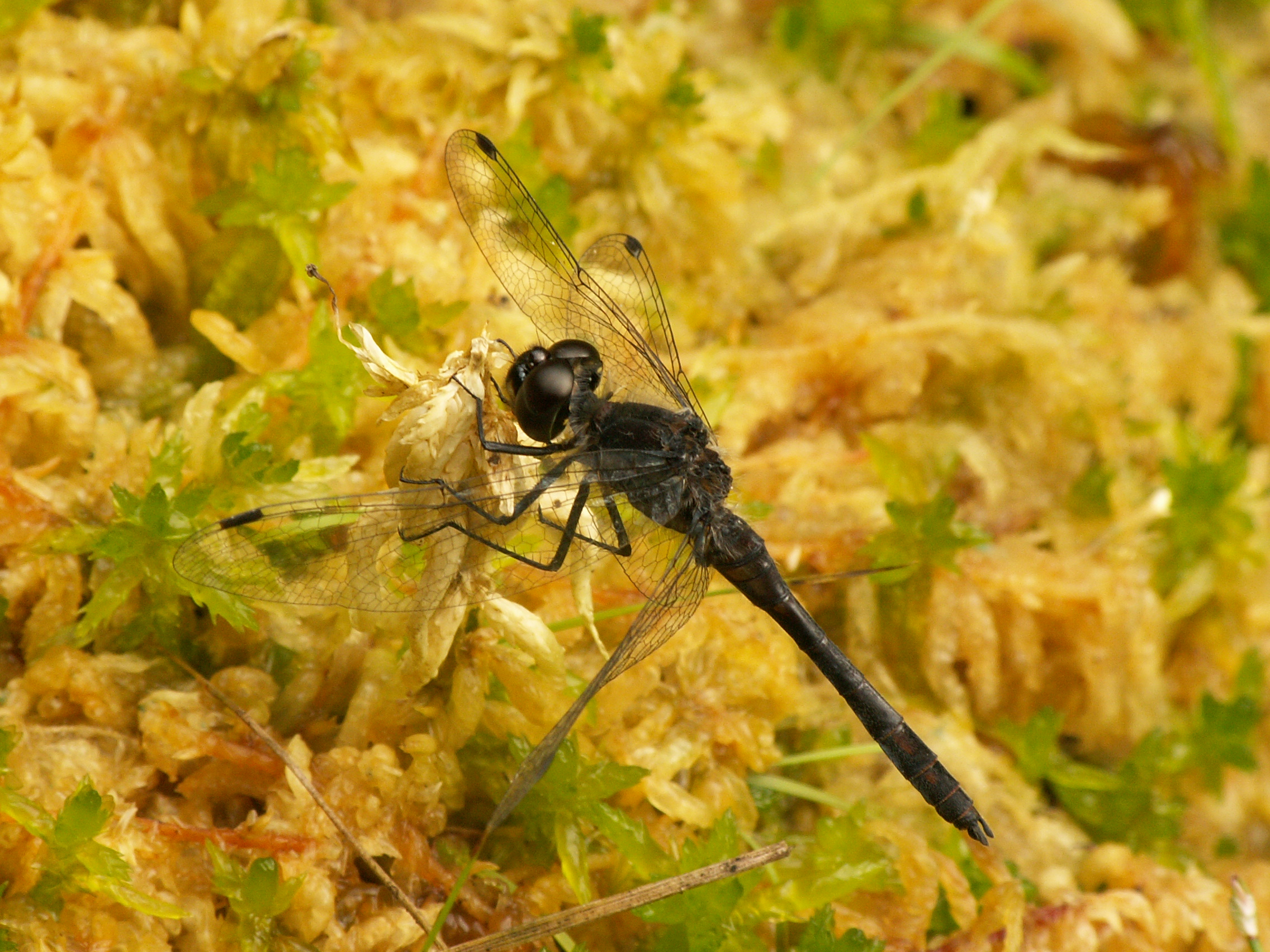
Volledig zwart mannetje
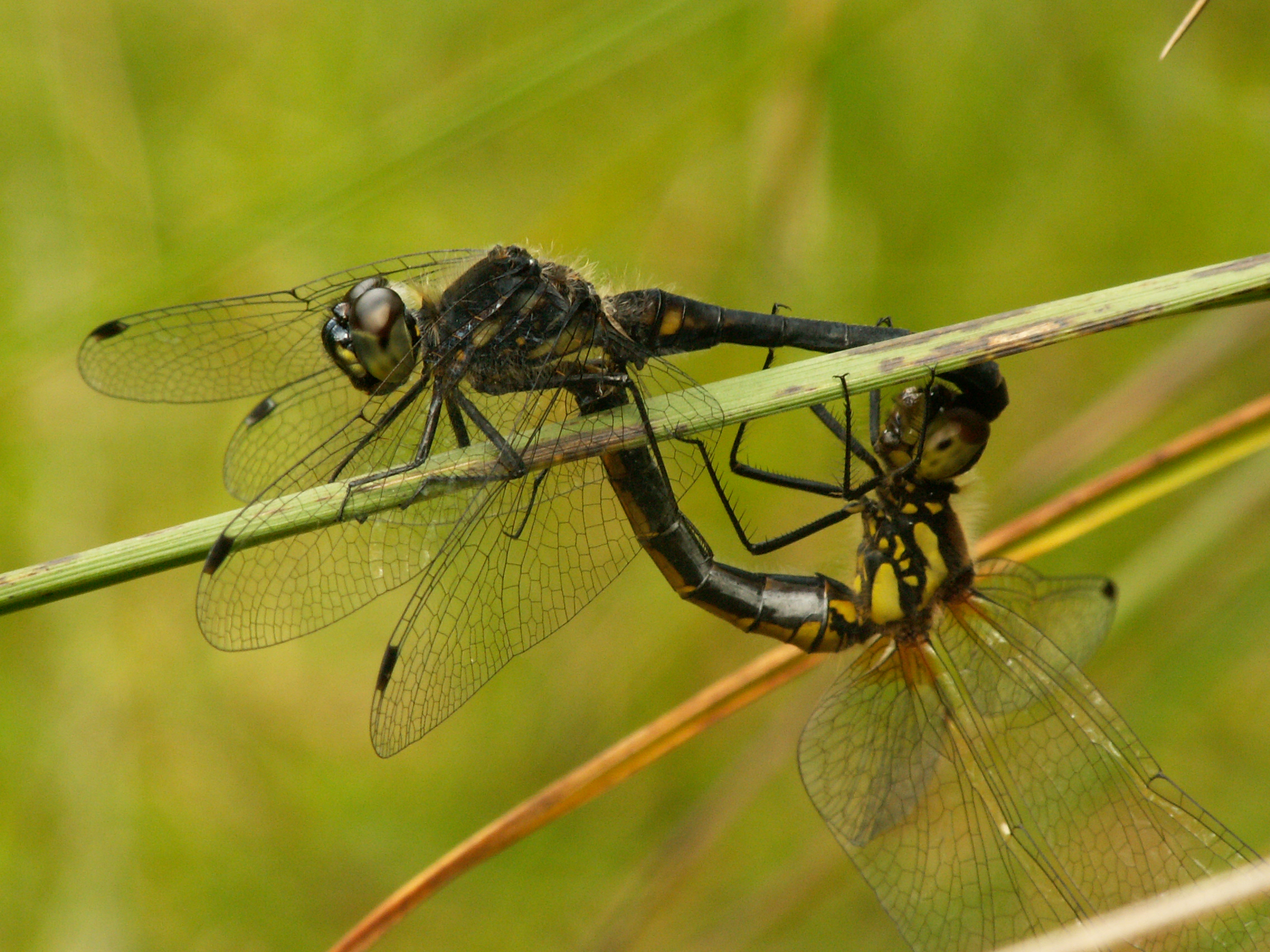
Tandem
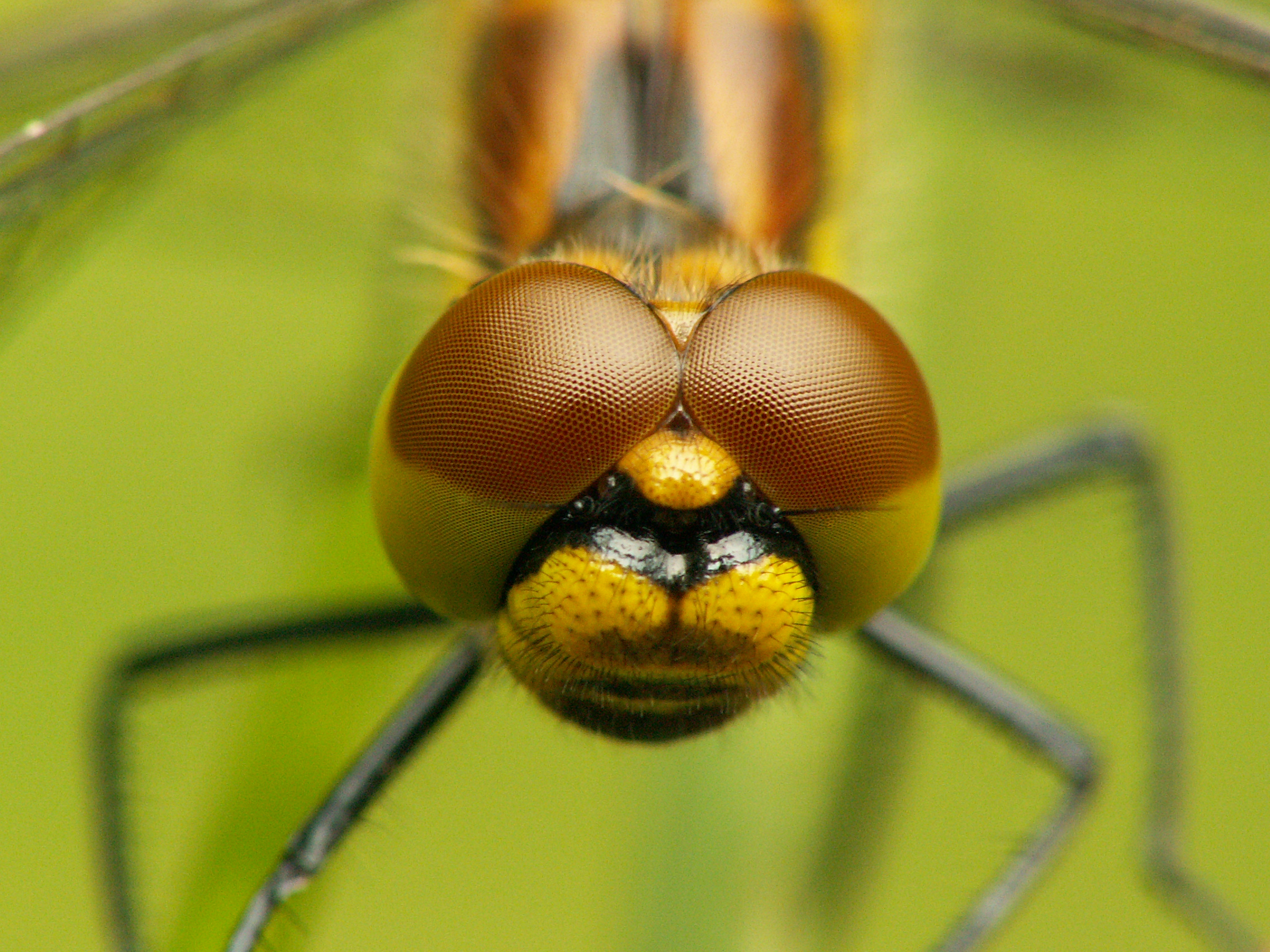
Kop vrouwtje
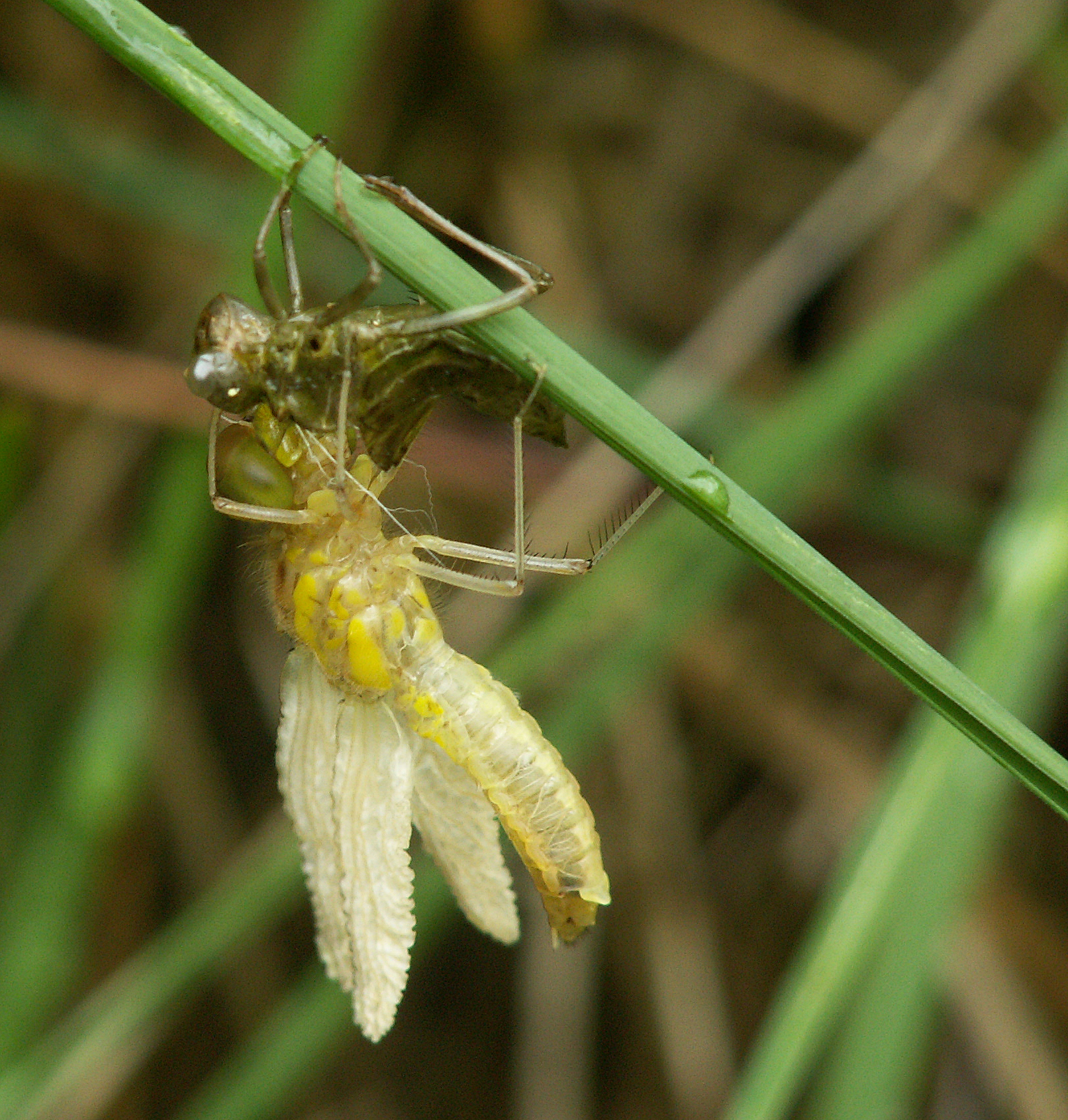
Uitsluipend exemplaar